# Miss Independent
Miss Indepedent (Slečna Nezávislá) je druhým singlem poprockové zpěvačky Kelly Clarkson, který se vzešel z jejího multi platinového alba Thankful. Vyšel v roce 2003.

## Informace o písni
Píseň napsali společnými silami Kelly Clarkson, Rhett Lawrence, Christina Aguilera a Matt Morris. Producentem tohoto songu byl Rhett Lawrence.
Vydání této písně vyvolalo horlivé debaty, jelikož Rhett Lawrence tento song napsal původně pro hudební skupinu Destiny's Child. Tento song z velké části napsala Christina Aguilera, poté se jí tato píseň ale nevešla do užšího výběru jejího alba Stripped. Pro Kelly Clarkson udělali na této písni už jen drobné úpravy.
Nakonec se tahanice o tento singl dostaly až k soudu, protože skupina Destiny's Child si na tento song dělala nárok, jelikož jí byl producentem přislíben už dva roky před tím, než Kelly Clarkson vyhrála American Idol.
Zajímavostí je, že song Miss Independent byl vypuštěn do rádií ve stejné době, kdy Christina Aguilera vydala svůj song Fighter, nakonec se úspěšnějším singlem stal ten, který Aguilera jen napsala.
Song ve kterém si sama Kelly Clarkson dovolí se zamilovat slavil velké úspěchy.

## Hitparádové úspěchy
Pro Miss Independent se v hitparádě Billboard Hot 100, stala nejlepší 9. příčka. Pro mnoho odborníků to bylo považováno za hodně nízké umístění.
Song byl úspěšný v mnoha jiných hitparádách stal se nejhranějším songem v USA a stal nejvíce stahovaným singlem roku 2003, nicméně tento žebříček nejvíce stahovaných songů se započítává do Billboard Hot 100 až od roku 2005, tudíž ji to v umístění nikterak nepomohlo.
V mezinárodních kruzích se tato píseň také stala hitem, v Kanadě obsadila 6. příčku, ve Velké Británii i Austrálii se singl stal nesmírně populárním.
| Hitparáda      | Umístění |
| -------------- | -------- |
| Austrálie      | 3        |
| Velká Británie | 6        |
| Kanada         | 6        |
| Svět           | 16       |
| USA            | 9        |
| Nizozemsko     | 9        |
| Irsko          | 11       |
| Rakousko       | 39       |
| Švédsko        | 25       |
| Švýcarsko      | 44       |

## Videoklip
Videoklip se odehrává na jakési zábavě. Video se setkalo s velkou kritikou, jelikož téma písně je zajímavé a odborníci očekávali lepší téma zvolené pro videoklip.
Lidé blízcí Kelly Clarkson dokonce přiznali, že ji producenti nutí stále do image Holky od vedle, kterým se právě prezentovala v tomto klipu. Díky záhadnému konceptu se video objevilo i v ročence MuchMusic, který dokumentuje nejhorší videoklipy roku, Miss Independent obsadilo v této nelichotivé ročence druhé místo hned za Britney Spears a jejím klipem Me Against the Music.

## Úryvek textu
What is this feeling taking over
Thinking no one could open the door
Surprise it’s time to feel what’s real
What happened to Miss independent
No longer need to be defensive
Goodbye old you when love is true